# Han Seung-gyu
Han Seung-gyu (kor. 한승규; * 28. September 1996) ist ein südkoreanischer Fußballspieler.

## Karriere

### Verein
Han Seung-gyu erlernte das Fußballspiel in der Schulmannschaft der Eonnam High School sowie in der Universitätsmannschaft der Yonsei University. Seinen ersten Profi-Vertrag unterschrieb er 2017 bei Ulsan Hyundai. Das Fußballfranchise aus Ulsan, einer Stadt im Südosten von Südkorea, spielte in der höchsten südkoreanischen Liga, der K League 1. 2017 stand er im Finale des Korean FA Cup. Hier setzte man sich im Endspiel gegen Busan IPark durch. Bis Ende 2018 bestritt er 40 Erstligaspiele für Ulsan. 2019 wechselte er zum Ligakonkurrenten Jeonbuk Hyundai Motors. 2019 feierte er mit dem Klub die südkoreanische Fußballmeisterschaft. Anfang 2020 wurde er für das komplette Jahr an den FC Seoul ausgeliehen und die Saison 2021 verbrachte er dann leihweise beim Suwon FC. Kurz nach seiner Rückkehr wurde er dann im März 2022 fest vom FC Seoul verpflichtet.

### Nationalmannschaft
Han Seung-gyu spielte 2018 siebenmal für die südkoreanische U23-Nationalmannschaft und schoss dabei drei Tore. Bei der Ostasienmeisterschaft 2019 stand er dann zwar im Aufgebot der A-Nationalmannschaft, bestritt während des Turniers aber keine Partie.

## Erfolge und Auszeichnungen

### Erfolge
Ulsan Hyundai
- Südkoreanischer Pokalsieger: 2017

Jeonbuk Hyundai Motors
- Südkoreanischer Meister: 2019

### Auszeichnungen
- K League 1: Nachwuchsspieler des Jahres 2018